# 近藤健男
近藤 健男（こんどう たけお、1922年9月26日 - 1986年11月22日）は、日本の経営者。三菱商事社長を務めた。

## 経歴
愛知県出身。1944年に東京帝国大学工学部航空学科を卒業し、同年には川西航空機に入社し、戦時中には、海軍技術中尉を務めた。
終戦後には復社し、1949年に協和交易に入社し、1954年に合併により、三菱商事に転じ、1979年6月に取締役に就任し、1982年6月に常務を経て、
1986年6月から社長を務めた
1986年11月22日、肝不全のためにで死去。64歳没。